# Villa Rendena
Villa Rendena ist eine Fraktion der italienischen Gemeinde (comune) Porte di Rendena in der Provinz Trient, Region Trentino-Südtirol.

## Geographie
Der Ort liegt etwa 31 Kilometer westlich von Trient am Fluss Sarca auf einer Höhe von 608 m s.l.m. auf der orographisch rechten Seite des Val Rendena in den Judikarien.

## Geschichte
Villa Rendena war bis 2015 eine eigenständige Gemeinde und gehörte zur Talgemeinschaft Comunità delle Giudicarie. Am 1. Januar 2016 schloss sich Villa Rendena, mit den Gemeinden Vigo Rendena und Darè zur neuen Gemeinde Porte di Rendena zusammen. Die Gemeinde Villa Rendena hatte am 31. Dezember 2015 mit ihren Fraktionen Javrè und Verdesina 1002 Einwohner auf einer Fläche von 34,96 km².

## Verkehr
Durch den Ort führt die Strada Statale 239 di Campiglio von Dimaro nach Tione di Trento.